# Desperado-Effekt
Der Desperado-Effekt ist ein Erklärungsmodell, das das Motiv des Angriffsverhaltens von Tieren beschreibt, die den Konflikt mit stärkeren Artgenossen in einer Population suchen.

## Beschreibung
In innerartlichen Kämpfen um Fortpflanzungsmöglichkeiten vermeiden schwächere Individuen normalerweise riskante Kämpfe mit stärkeren Artgenossen, wenn absehbar ist, dass sie den Kampf wohl verlieren werden. Für schwache Individuen kann dies aber dazu führen, dass sie alle Kämpfe vermeiden müssten und so ihre erwartete Fortpflanzungsrate auf Null absinkt. Gibt es solche Asymmetrien, die dazu führen würden, dass sich Mitglieder einer Population nicht fortpflanzen können, so befinden sich diese in einer verzweifelten Position. Aus Mangel an Alternativen greifen sie in Folge stärkere Artgenossen an, obwohl sehr unwahrscheinlich ist, dass sie den Kampf gewinnen werden. Dieses Verhalten können bei manchen Spezies auch weibliche Individuen aufweisen.
Der Desperado-Effekt ist ein Anwendungsfall der Evolutionären Spieltheorie.

## Begriffsherkunft
Der Desperado-Effekt wurde 1987 das erste Mal durch Alan Grafen beschrieben. In seinem Forschungsbericht der Oxford University konstatierte er, dass das Respektieren der Asymmetrien, die durch verschiedene Merkmale, wie beispielsweise Körpergröße auftreten können, dazu führe, dass einzelne Individuen in Populationen immer auf der Verliererseite der Asymmetrie seien. Dies könne den Desperado-Effekt auslösen.

## Asymmetrien
Asymmetrien, die durch diese Art der Merkmale entstehen, werden von Grafen Divisive Asymmetry genannt. Sie werden dadurch definiert, dass es für ein Individuum ab einem gewissen Punkt in dessen Leben keine logische Möglichkeit mehr gibt, dass dieses wieder auf die Gewinnerseite der Asymmetrie gelangt. An diesem Punkt sind Individuen oft bereit Zeit und Energie oder Verletzungen zu riskieren und zeigen aggressives Verhalten. Jungtiere, die sich nicht gegen ihre älteren Artgenossen durchsetzen können, weisen den Desperado-Effekt nicht auf, da diese im Laufe der Zeit ohnehin einen Platz an der Gewinnerseite der Asymmetrie einnehmen werden. Diese Art der Merkmale erzeugt eine Asymmetrie, die Grafen Undivisive Asymmetry nennt.